# Birgit Rockmeier
Birgit Rockmeier, född den 29 november 1973 i Moosburg an der Isar, är en tysk före detta friidrottare som tävlade i kortdistanslöpning. Tvillingssyster med Gabi Rockmeier.
Rockmeier genombrott kom när hon blev silvermedaljör i stafett 4 x 100 meter, vid EM i Budapest 1998. Vid VM inomhus 1999 slutade hon sexa på 200 meter. Vid EM inomhus 2000 slutade hon fyra på 200 meter. 
2001 blev hon bronsmedaljör inomhus i stafettlaget över 4 x 400 meter. Utomhus deltog hon i det tyska stafettlaget över 4 x 100 meter som vann guld vid VM i Edmonton. 
2002 deltog hon vid EM i München och blev åtta på 400 meter samt guldmedaljör i den långa stafetten. 

## Personliga rekord
- 200 meter - 22,90 (22,89 inomhus)
- 400 meter - 51,45